# Drago Vuković
Drago Vuković (Split, 3 de agosto de 1983) es un exjugador de balonmano croata que jugaba de lateral izquierdo. Su último equipo fue el VfL Gummersbach y fue un componente de la selección de balonmano de Croacia. Es hermano gemelo de Andrija Vuković.
Ha logrado la medalla de oro en los Juegos Olímpicos de Atenas 2004, la de bronce en los Juegos Olímpicos de Londres de 2012, la medalla de plata en el Campeonato Europeo de Balonmano Masculino de 2008 y en el Campeonato Europeo de Balonmano Masculino de 2010. También ha ganado la medalla de bronce en el Campeonato Mundial de Balonmano Masculino de 2015 y en el Campeonato Europeo de Balonmano Masculino de 2012.

## Palmarés

### RK Zagreb
- Liga de Croacia de balonmano (4): 2003, 2004, 2005, 2006
- Copa de Croacia de balonmano: 2003, 2004, 2005, 2006

### Gummersbach
- Copa EHF (1): 2009

### Füchse Berlin
- Mundialito de clubes (2): 2015, 2016
- Copa EHF (1): 2018

## Clubes
- RK Split (2000-2002)
- RK Zagreb (2002-2006)
- RK Gorenje Velenje (2006-2008)
- VfL Gummersbach (2008-2011)
- TuS Nettelstedt-Lübbecke (2011-2015)
- Füchse Berlin (2015-2018)
- VfL Gummersbach (2018-2019)